# Ariana Greenblatt

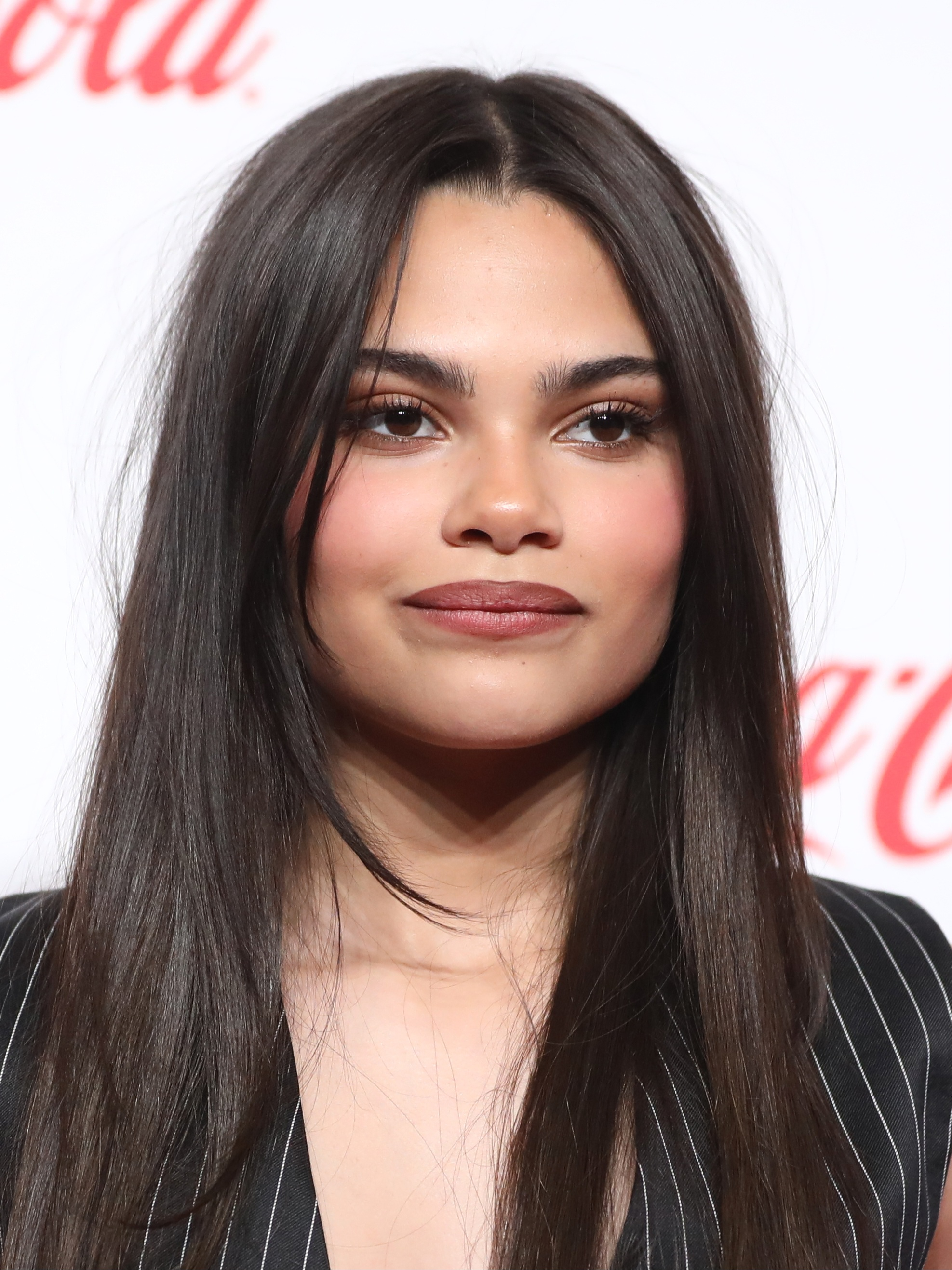
Ariana Greenblatt (2024)

Ariana Greenblatt (* 27. August 2007 in New York) ist eine US-amerikanische Schauspielerin.

## Leben
Greenblatt hatte ihre erste Rolle 2015 als Raina in der Serie Liv und Maddie. Bekanntheit erlangte sie durch ihre Hauptrolle als Daphne Diaz in der Disney-Channel-Serie Mittendrin und kein Entkommen, die von 2016 bis 2018 erstausgestrahlt wurde. Im 2018 erschienen Marvel-Film Avengers: Infinity War spielte sie eine junge Version von Gamora (als Erwachsene verkörpert von Zoe Saldana). In der 2023 erschienenen Star-Wars-Fernsehserie Ahsoka verkörperte sie eine junge Version von Ahsoka Tano (Rosario Dawson). Ebenfalls 2023 übernahm sie an der Seite von Margot Robbie und Ryan Gosling eine größere Rolle in dem Kinoerfolg Barbie.
Greenblatt hat hispanische Vorfahren. Sie hat einen älteren Bruder.

## Filmografie
- 2015: Liv und Maddie (Liv and Maddie, Fernsehserie, Episode 3x09)
- 2016: Legendary Dudas (Fernsehserie, Episode 1x04)
- 2016–2018: Mittendrin und kein Entkommen (Stuck in the Middle, Fernsehserie, 45 Folgen)
- 2017: Bad Moms 2
- 2018: Avengers: Infinity War
- 2020: Scooby! Voll verwedelt (Scoob!, Synchronsprecherin, Stimme von Young Velma)
- 2020: Der einzig wahre Ivan (The One and Only Ivan)
- 2020: Love and Monsters
- 2021: In the Heights
- 2021: Awake
- 2021: Boss Baby – Schluss mit Kindergarten (The Boss Baby: Family Business, Synchronsprecherin, Stimme von Tabitha)
- 2023: 65
- 2023: Barbie
- 2023: Ahsoka (Fernsehserie, Folge 1x05)
- 2024: Borderlands
- 2025: Fear Street: Prom Queen